# José L. Caparó Muñiz
José Lucas Caparó Muñiz fue un abogado y político peruano. 
Nació en la hacienda de Cuspipata ubicada en Quiquijana, provincia de Quispicanchi, departamento del Cusco, en 1845 y vivió ahí hasta los 10 años cuando fue al Cusco. Estudio jurisprudencia en la Universidad San Antonio Abad graduándose de abogado en 1867 con la tesis "El límite de la soberanía nacional es la justicia". Como abogado desempeñó varios cargos judiciales, administrativos y judiciales llegando a ser Director de la Sociedad de Beneficencia Pública del Cusco, Presidente de la Junta Departamental y alcalde de la ciudad. Además fue Juez de Paz, secretario de cámara de la Corte Superior de Justicia y Juez de primera instancia en las provincias de Acomayo y Provincia de Paruro.
En 1881 formó parte de la Asamblea Nacional de Ayacucho convocado por Nicolás de Piérola luego de la Ocupación de Lima durante la Guerra del Pacífico. Este congreso aceptó la renuncia de Piérola al cargo de Dictador que había tomado en 1879 y lo nombró presidente provisorio. Sin embargo, el desarrollo de la guerra generó la pérdida de poder de Piérola por lo que este congreso no tuvo mayor relevancia.
Fue elegido senador por el departamento del Cusco en 1891 hasta 1893. Luego, en 1895, fue elegido diputado por la provincia de Canas a la par que, en 1896, volvió a ser elegido como senador, aunque esta vez suplente, por el departamento del Cusco.Finalmente, en 1901 fue reelegido diputado por Canas ejerciendo ese cargo hasta 1906.
En el ámbito académico, fue profesor del Colegio Nacional de Ciencias y Artes del Cusco y, en 1891, fue presidente de la Sociedad de Abogados, organización precursora del actual Colegio de Abogados del Cusco. Con la ayuda de Pablo Patrón y Toribio Polo fue incorporado como miembro del Instituto Histórico del Perú y de la Sociedad Geográfica del Perú. Además fue presidente de la Sociedad Arqueológico y Lingüística del Cusco y fue un participante de las actividades del Centro Científico del Cusco. En 1913 formó, junto con Luis E. Valcárcel y Uriel García la junta directiva del Instituto Histórico del Cusco cuyo principal objeto era el estudio de la arqueología peruana. Junto con Clorinda Matto de Turner, Fortunato Herrera y Ángel Vega Enríquez se encuentra dentro de la segunda generación de indigenistas que continuaron el camino abierto por personajes como Narciso Aréstegui y Pio B. Mesa.
Fue propietario de una colección de piezas de arqueología e historia que se convirtió en un lugar de peregrinación de viajeros y estudiosos y que ayudaron a formar la colección actual del Museo Arqueológico de la Universidad del Cusco. Inclusive Julio C. Tello presentó ante el Congreso una propuesta de ley para que en 1918 el Estado Peruano adquiriera, con cargo al presupuesto de la República, la colección de Caparó Muñiz. También es conocido como dramaturgo, al haber escrito una zarzuela quechua llamada Inti Raimi.